# FC Zoryá Lugansk
El FC Zoryá Lugansk (en ucraniano: ФК «Зоря» Луганськ; en ruso: Заря, romanizado: Zaryá) o FC Zoryá Luhansk, es un club de fútbol de la ciudad de Lugansk.
Fue fundado en 1923 y actualmente se desempeña en la Liga Premier de Ucrania, la primera división del país. Anteriormente, en 1972 se proclamó campeón de la Primera División de la URSS, consiguiendo su único título hasta la fecha.
La palabra zoryá significa «aurora».

## Historia
En 1908, los miembros de la sociedad Fábrica de Trabajadores de locomotoras de Lugansk, realizaron las primeras sesiones de entrenamientos. En 1911 el equipo comenzó los juegos regulares interurbanos de Lugansk. En 1913 jugó la Liga Donbass. En 1922 se terminó la construcción del primer estadio de Lugansk, recibió el nombre de Vladímir Ilich Lenin.
En 1932, el equipo ascendió al campeonato ucraniano. En 1935 Voroshilovgradsky "Dzerzhinets" ganó el campeonato en Ucrania, lo que le dio derecho a ascender al campeonato de la Unión Soviética. En 1939 el "Dzerzhintsa" debutó en el Campeonato de la URSS (máxima categoría).
En 1962, el Reservas del Trabajo de Lugansk ganó el campeonato ucraniano de equipos de clase "B". En 1972 el Voroshilovgradskaya "Zaryá" se convirtió en el campeón de la URSS. Aquella plantilla ganadora la formaron hombres como: A. Tkachenko, M. Forkashu, V. Kuznetsov, Vladimir Semyonov, A. Zhuravlevu, Yu. Vaseninu, S. Kuznetsov, V. Malyginu, Yu. Eliseev, N. Pinchuk, V. Onishchenko, Starkovu V., S. Morozov, Vladimir Abramov, A. Kuksov. 

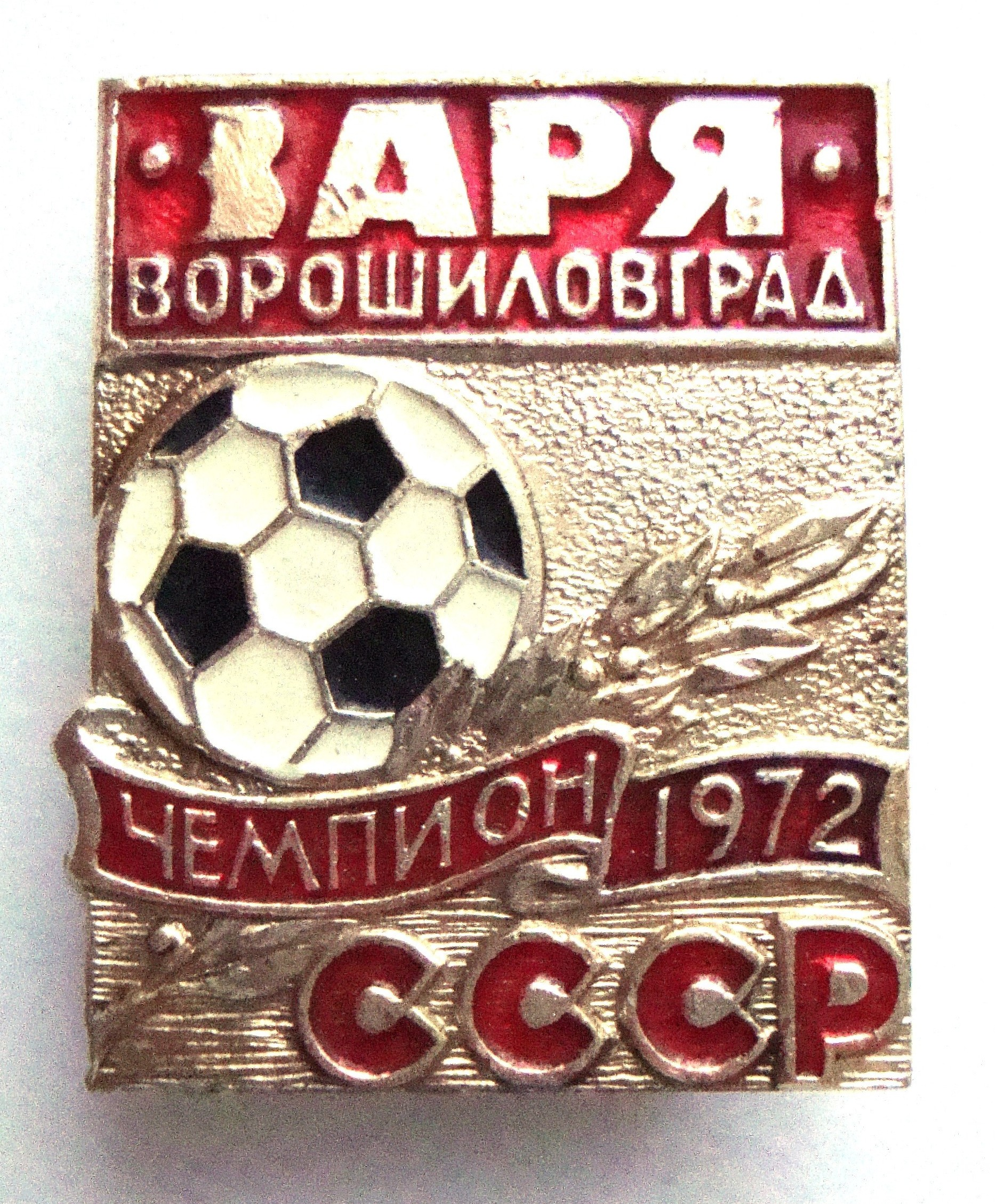
El Zarya Voroshilovgrad, campeón soviético de 1972.

En 1974 y 1975 el Zorya disputó la final de la Copa de la URSS. Y en ambas ocasiones cayó en el partido decisivo. En primer lugar con el FC Dinamo de Kiev, y luego contra FC Ararat Ereván.

### Nombres a lo largo de la historia del club
- 1923 — 1935: "Metalist" (Lugansk)
- 1936 — 1947: "Dzerzhinets" (Lugansk)
- 1948 — 1963: "Reservas del Trabajo" (Lugansk)
- 1964 — 1991: "Zorya" (Lugansk)
- 1992 — 1996: "Zorya-MALS" (Lugansk)

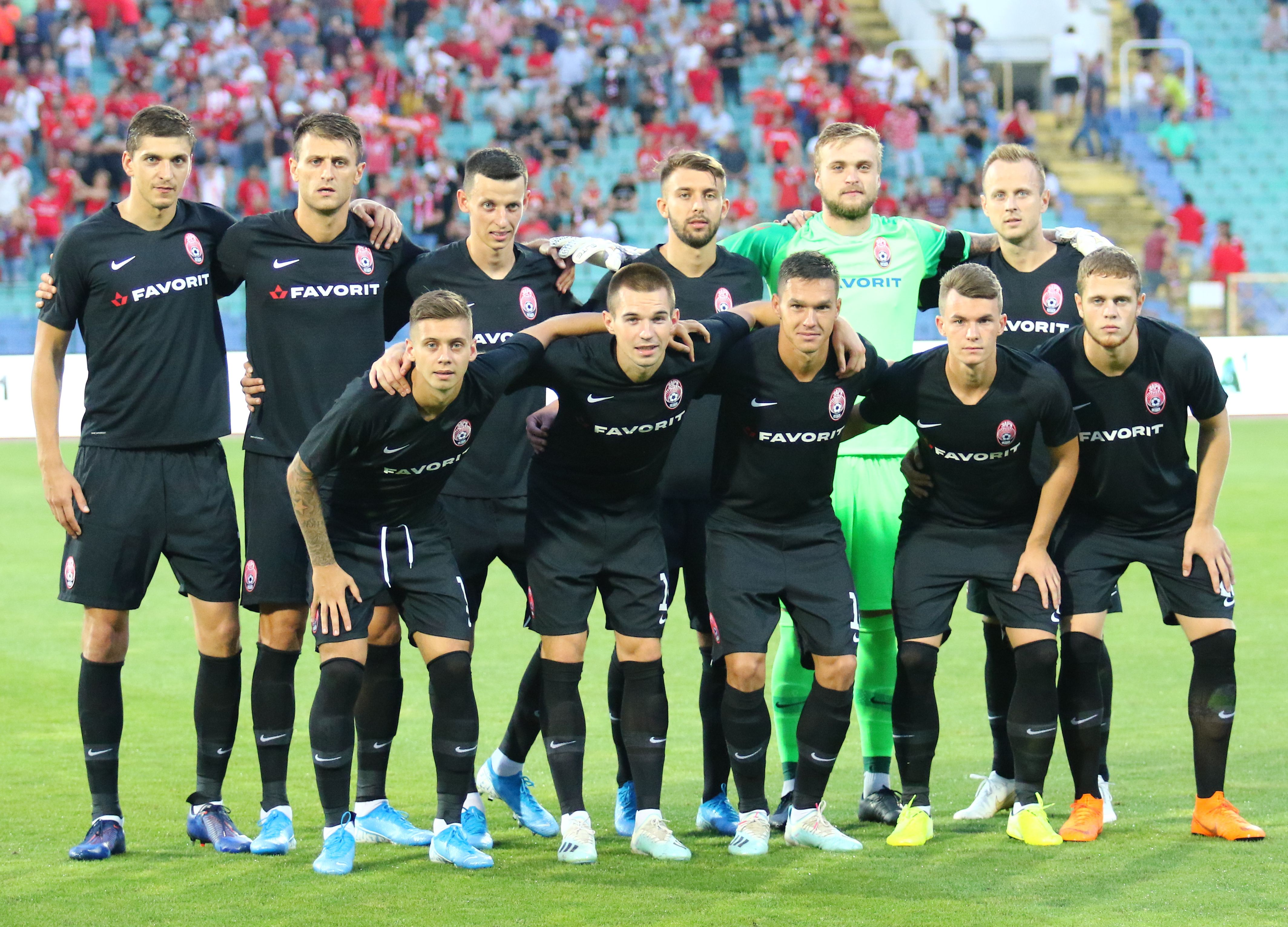
El Zorya Lugansk en 2019.

- 1997: "Zorya" (Lugansk)

## Uniforme
- Uniforme titular: Camiseta blanca, pantalón blanco, medias blancas.
- Uniforme alternativo: Camiseta negra, pantalón negro, medias negras.

## Estadio
El equipo ejerció su localía hasta 2014 en el Estadio Avanhard de Lugansk, su sede original. Sin embargo, debido al estallido de la guerra del Dombas entre fuerzas ucranianas y milicias prorrusas en la región a mediados de ese año, el club tuvo que cambiar de sede a la ciudad de Zaporiyia, a más de 400 kilómetros de la localidad, disputando sus partidos actualmente en el Slavutych-Arena, propiedad del club Metalurh Zaporizhia que compite en la Druha Liha, la tercera división del país.

## Palmarés

### Torneos nacionales

#### Unión Soviética
- Primera División de la Unión Soviética (1): 1972.
- Copa de la Unión Soviética (0)
  - Subcampeón: 1974 y 1975.
- Primera Liga Soviética (2): 1962 y 1966.
- Segunda División Soviética (1): 1986.
  - Subcampeón: 1991 (Oeste).
- Liga de la República Socialista Soviética de Ucrania (3): 1938, 1962 y 1986.
  - Subcampeón: 1950.

#### Ucrania
- Copa de Ucrania (0)
  - Subcampeón: 2016.
- Primera Liga de Ucrania (1): 2005-06.
- Segunda Liga Ucraniana (1): 2002-03.
  - Subcampeón: 1998-99. (Grupo C)

## Participación en competencias de la UEFA
| Temporada | Torneo                        | Ronda              | Club                     | Casa | Visita | Global   |
| --------- | ----------------------------- | ------------------ | ------------------------ | ---- | ------ | -------- |
| 1973–74   | European Cup                  | 1                  | APOEL FC                 | 2–0  | 1–0    | 3–0      |
| 1973–74   | European Cup                  | 2                  | FC Spartak Trnava        | 0–1  | 0–0    | 0–1      |
| 2014–15   | UEFA Europa League            | 2ª Clasificatoria  | KF Laçi                  | 2–1  | 3–0    | 5–1      |
| 2014–15   | UEFA Europa League            | 3ª Clasificatoria  | Molde FK                 | 1–1  | 2–1    | 3–2      |
| 2014–15   | UEFA Europa League            | Playoff            | Feyenoord                | 1–1  | 3–4    | 4–5      |
| 2015–16   | UEFA Europa League            | 3ª Clasificatoria  | Charleroi                | 3–0  | 2–0    | 5–0      |
| 2015–16   | UEFA Europa League            | Playoff            | Legia de Varsovia        | 0–1  | 2–3    | 2–4      |
| 2017-18   | UEFA Europa League            | Grupo J            | Athletic Club            | 0-2  | 1-0    | 3.º      |
| 2017-18   | UEFA Europa League            | Grupo J            | Hertha BSC               | 2-1  | 0-2    | 3.º      |
| 2017-18   | UEFA Europa League            | Grupo J            | Östersunds FK            | 0-2  | 0-2    | 3.º      |
| 2018-19   | UEFA Europa League            | 3ª Clasificatoriaª | Sporting de Braga        | 1–1  | 2–2    | 3–3 (v.) |
| 2018-19   | UEFA Europa League            | Playoff            | RB Leipzig               | 0–0  | 2–3    | 2–3      |
| 2019-20   | UEFA Europa League            | 2.ª Clasificatoria | Budućnost Podgorica      | 1–0  | 3–1    | 4–1      |
| 2019-20   | UEFA Europa League            | 3ª Clasificatoria  | CSKA Sofía               | 1–0  | 1–1    | 2–1      |
| 2019-20   | UEFA Europa League            | Play-Off           | Espanyol                 | 2–2  | 1–3    | 3–5      |
| 2020-21   | UEFA Europa League            | Grupo G            | Leicester City           | 1–0  | 0–3    | 3°       |
| 2020-21   | UEFA Europa League            | Grupo G            | Braga                    | 1–2  | 0–2    | 3°       |
| 2020-21   | UEFA Europa League            | Grupo G            | AEK Atenas               | 1–4  | 3–0    | 3°       |
| 2021-22   | UEFA Europa League            | Play-Off           | Rapid Viena              | 2–3  | 0–3    | 2–6      |
| 2021-22   | UEFA Europa Conference League | Grupo C            | Bodø/Glimt               | 1–1  | 1–3    | 3°       |
| 2021-22   | UEFA Europa Conference League | Grupo C            | Roma                     | 0–3  | 0–4    | 3°       |
| 2021-22   | UEFA Europa Conference League | Grupo C            | CSKA Sofía               | 2–0  | 1–0    | 3°       |
| 2022-23   | UEFA Europa Conference League | Tercera ronda      | CS Universitatea Craiova | 1–0  | 0-3    | 1-3      |